# 1782
Промислова революція •  Просвітництво • Глухівський період в історії Гетьманщини •  Російська імперія

## Геополітична ситуація
Османську імперію очолює султан Абдул-Гамід I (до 1789). Під владою османів перебувають Близький Схід та Єгипет, Середземноморське узбережжя Північної Африки, частина Закавказзя, значні території в Європі: Греція, Болгарія та Сербія. Васалами османів є Волощина та Молдова.
Священна Римська імперія охоплює, крім німецьких земель, Угорщину з Хорватією, Трансильванію, Богемію, Північну Італію, Австрійські Нідерланди. Її імператор — Йосиф II (до 1790). Королем Пруссії є Фрідріх II (до 1786).
У Франції королює Людовик XVI (до 1792). Франція має колонії в Північній Америці та Індії. В Іспанії править Карл III (до 1788). Королівству Іспанія належать південь Італії, Нова Іспанія, Нова Гранада та Віцекоролівство Перу, Внутрішні провінції та Віцекоролівство Ріо-де-ла-Плата в Америці, Філіппіни. У Португалії королюють Марія I (до 1816) та Педру III (до 1786). Португалія має володіння в Бразилії, в Африці, в Індії, в Індійському океані й Індонезії.
На троні Великої Британії сидить Георг III (до 1820). Британія має колонії в Північній Америці, на Карибах та в Індії. У Північноамериканських колоніях Британії триває війна за незалежність. Тринадцять колоній утворили Сполучені Штати Америки.
Північ Нідерландів займає Республіка Об'єднаних провінцій. Вона має колонії в Північній Америці, Індонезії, на Формозі та на Цейлоні. Король Данії та Норвегії — Кристіан VII (до 1808), на шведському троні сидить Густав III (до 1792). На Апеннінському півострові незалежні Венеціанська республіка та Папська область. Король Речі Посполитої — Станіслав Август Понятовський (до 1795). У Російській імперії править Катерина II (до 1796).
Україну розділено між трьома державами. Королівство Галичини та Володимирії належить Австрії. По Дніпру проходить кордон між Річчю Посполитою та Російською імперією. Лівобережна частина розділена на Київське намісництво, Чернігівське намісництво, Новгород-Сіверське намісництво, Новоросійську губернію та Харківське намісництво. Задунайська Січ існує під протекторатом Османської імперії. Незалежне Кримське ханство, якому підвладна Ногайська орда.
В Ірані править династія Зандів.
Значними державами Індостану є Імперія Великих Моголів, Імперія Маратха. Зростає могутність Британської Ост-Індійської компанії. У Китаї править Династія Цін. У Японії триває період Едо.

## Події

### В Україні
- У Гетьманщині ліквідовано полкову та сотенну адміністрацію, запроваджено поділ на три намісництва.

### У світі
- 7 січня відкрився перший комерційний банк у США — Банк Північної Америки.
- 5 лютого іспанці захопили в англійців острів Менорка.
- 27 лютого Палата громад Британського парламенту проголосувала проти продовження війни з північноамериканськими колоніями.
- 27 березня прем'єр-міністром Великої Британії став Чарльз Вотсон-Вентворт.
- 12 квітня британський флот під командуванням адмірала Родні завдав поразки французькому флоту адмірала де Грасса у Вест-Індії.
- 19 квітня Джон Адамс добився визнання США Голландською республікою.
- 20 червня білоголового орлана обрано символом США. Затверджено також Велику печатку Сполучених Штатів.
- 17 вересня ураган завдав шкоди британському флоту, загинуло три з половиною тисячі моряків.
- 30 листопада представники Великої Британії та Сполучених Штатів підписали попередню домовленість про укладення миру.
- Король Рама I заснував місто Бангкок та проголосив його столицею королівства Сіам (сучасний Таїланд).
- Патентом Йосифа ІІ було скасовано особисту залежність селян від дідичів та надано їм певні права обирати професію без згоди пана, одружуватися, переселятися, передавати майно в спадщину тощо

### Засновані
- Королівство Раттанакосін

### Зникли
- Провінція Парагвай
- Сибірська губернія
- Стародубський полк
- Тхонбурі (королівство)

### Наука та культура
- Карл Вільгельм Шеєле відкрив синильну кислоту.
- Франц Йозеф Мюллер відкрив телуриди.
- Брати Монгольф'єр провели перше випробування повітряної кулі.
- Побачив світ роман П'єра Шодерло де Лакло «Небезпечні зв'язки».
- Завершилася публікація «Сику цюаньшу» — найбільшого зібрання китайських текстів в історії.
- Відкрилася Королівська опера в Стокгольмі.
- Відбулася прем'єра опери Моцарта «Викрадення із сералю».
- У Санкт-Петербурзі зведено пам'ятник Петру I роботи Етьєна Фальконе.
- Російська принцеса Катерина Воронцова-Дашкова стала першою жінкою в світі керівницею Імперської академії наук та мистецтв.

## Народились
див. також Категорія:Народились 1782
- 21 квітня — Фрідріх Вільгельм Август Фребель, німецький педагог-новатор, засновник перших дитячих садків

## Померли
див. також Категорія:Померли 1782
- 8 травня — Себаштіан де Карвалю, маркіз помбальський, керівник португальського уряду.